# Mistrzostwa Europy w Wioślarstwie 1921
23. Mistrzostwa Europy w Wioślarstwie odbyły się w dniach 9–11 września 1921 r. w holenderskim Amsterdamie. Zawodnicy rywalizowali w 5 konkurencjach wioślarskich na przepływającej przez miasto rzece Amstel.

## Medaliści
| Konkurencja                 | Złoto | Srebro | Brąz | Źródło |
| --------------------------- | --- | --- | --- | ------ |
| M1x (jedynka)               | Frits Eijken | Nino Castellani | – | [ 1 ]  |
| M2x (dwójka podwójna)       | Holandia Constant Pieterse · C.H.J. Schleicher | Belgia Lucien Brouha · Jules George | – | [ 2 ]  |
| M2+ (dwójka ze sternikiem)  | Belgia Marcel Roman · Roger Legrand · Georges Anthony (sternik)                                                                                                  | Francja | Holandia J.A. van der Vegte · B.J.C. te Hennepe · C.A. van Es (sternik) | [ 3 ]  |
| M4+ (czwórka ze sternikiem) | Szwajcaria Willy Brüderlin · Max Rudolf · Émile Albrecht · Paul Rudolf                                                                                           | Francja | Holandia F.W. Boers · J. van Holst Pellikaan · P.L. van Baren · C. Gisbel · J.A. Meurex (sternik)                                                                               | [ 4 ]  |
| M8+ (ósemka)                | Szwajcaria Willy Brüderlin · Max Rudolf · Émile Albrecht · Paul Rudolf · Heini Thoma · Alexander Thiedemann · E. Binkert · Ferdinand Lecomte · A. Wolf (sternik) | Węgry H. István Keresztes · László Józsa · Károly Jesze · Lajos Wick · Kálmán Jesze · István Szendeffy · Sándor Hautzinger · Ferenc Kirchknopf · Károly Koch (sternik) | Belgia Jacques Haller · Léon Vleurinck · Jean van Silfhout · Robert Libaert · Auguste Hoefman · Oscar Bekaert · Adrien D’Hondt · Robert de Mulder · Jules van Wambeke (sternik) | [ 5 ]  |

## Klasyfikacja medalowa
| Miejsce | Reprezentacja | Złoto | Srebro | Brąz | Razem |
| ------- | ------------- | ----- | ------ | ---- | ----- |
| 1.      | Holandia      | 2     | 0      | 2    | 4     |
| 2.      | Szwajcaria    | 2     | 0      | 0    | 2     |
| 3.      | Belgia        | 1     | 1      | 1    | 3     |
| 4.      | Francja       | 0     | 2      | 0    | 2     |
| 5.      | Węgry         | 0     | 1      | 0    | 1     |
| 5.      | Włochy        | 0     | 1      | 0    | 1     |
| Razem   | Razem         | 5     | 5      | 3    | 13    |